# Józef Tajchman
Józef Tajchman ps. „Słowik“ (ur. 2 stycznia 1914 w Wysokiej, zm. 26 lub 27 lipca 1944 w Łańcucie) – polski stolarz i wojskowy.

## Życiorys
Po ukończeniu szkoły powszechnej uczył się zawodu stolarza. Uczestniczył w kampanii wrześniowej, dostał się do niewoli niemieckiej, jednak uciekł. Po powrocie zaprzysiężony do Związku Walki Zbrojnej. W jego zabudowaniach gospodarskich znajdował się wybudowany w 1942 schron.
Zdaniem Józefa Blajera ps. „Bej” był on jednym z najdzielniejszych żołnierzy dywersji Obwodu Łańcut AK. Uczestniczył m.in. w ataku na posterunek policji w Albigowej, wyprawach do magazynu amunicyjnego Waldlager Sarzyna, ataku na areszt w Żołyni i ataku na posterunek policji ukraińskiej w Sieniawie.
Trafił do niewoli niemieckiej podczas ataku na zmotoryzowaną kolumnę niemiecką. Podczas walki z przybyłą na miejsce odsieczą wroga, znajdujący się na drzewie „Słowik” został trafiony serią z karabinu maszynowego i spadł, po czym został ujęty przez Niemców. Przekazany w ręce żandarmerii w Łańcucie został zastrzelony przez żandarmów na tzw. „okopie żydowskim” przy dzisiejszej ulicy Traugutta. Pozostawił zonę i osierocił pięcioro dzieci.
11 listopada 1944 został pośmiertnie odznaczony Krzyżem Walecznych.